# Transmisión no sincronizada

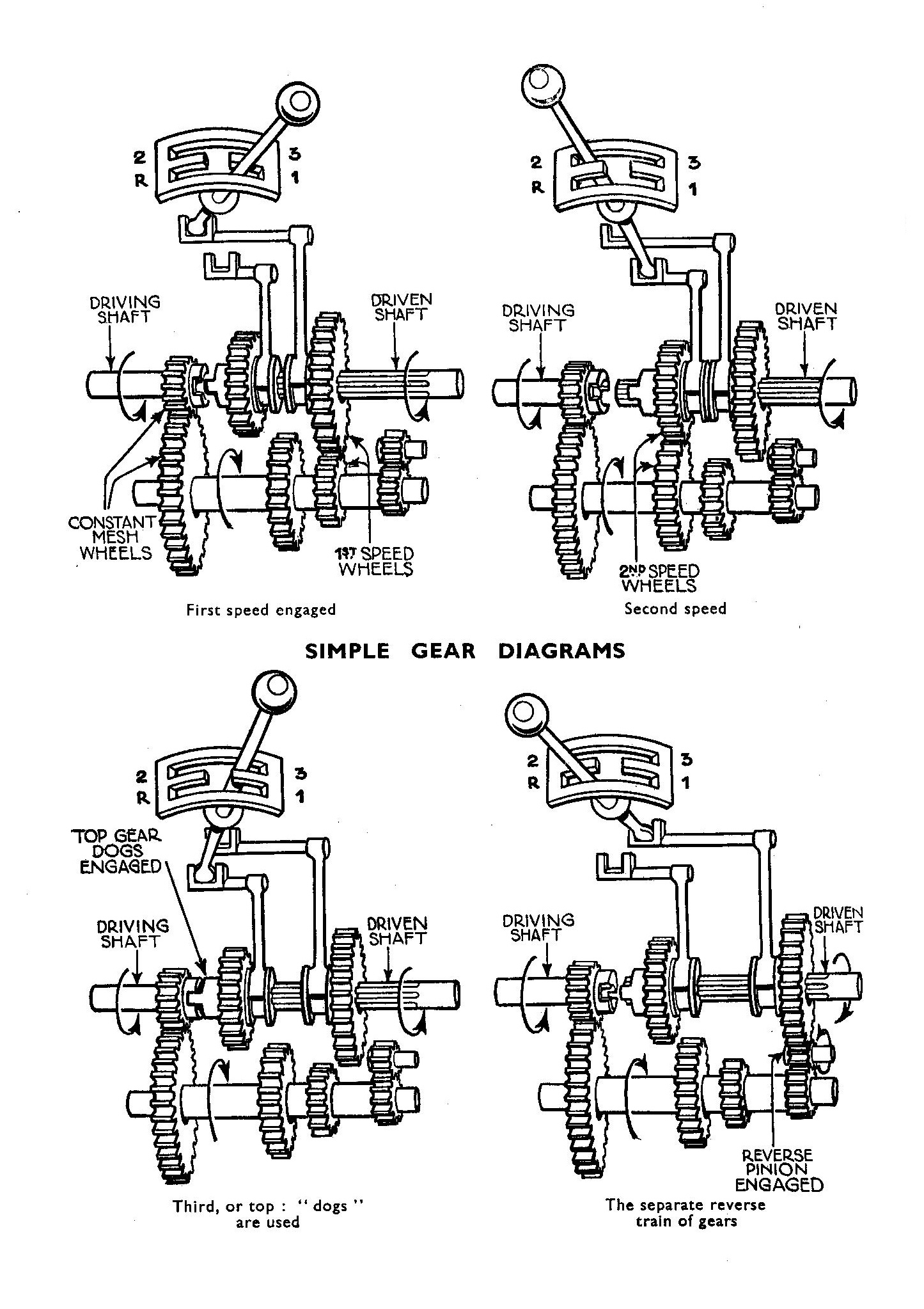
Transmisión no sincronizada de engranajes deslizantes de tres velocidades

Caja de cambios de "choque" no sincronizada, comúnmente utilizada en tractocamiones y tractores, y antes de la década de 1950 en automóviles

Una transmisión no síncronizada, también denominada transmisión no síncrona, transmisión asíncrona o caja de cambios de choque, es una forma de transmisión manual basada en engranajes que no disponen de mecanismos de sincronización. Requieren que el conductor sincronice manualmente la velocidad de entrada de la transmisión (régimen del motor) y la velocidad de salida (velocidad de giro del eje de la transmisión).
Las transmisiones no síncronas se encuentran principalmente en varios tipos de maquinaria industrial; como tractores y tractocamiones. La transmisión manual no sincronizada también se encuentra en las motocicletas, en forma de transmisión manual secuencial de disposición fija. Antes de las décadas de 1950 y 1960, la mayoría de los automóviles utilizaban transmisiones de disposición fija (y también de disposición deslizante), pero no sincronizadas.

## Historia
La mayoría de los primeros automóviles tenían motor trasero, utilizando una transmisión de una sola velocidad y transmisión por correa para impulsar las ruedas traseras. En 1891, el automóvil francés Panhard et Levassor utilizó una transmisión manual de tres velocidades, que se convirtió en el modelo de las siguientes transmisiones manuales de varias velocidades utilizadas en los vehículos de motor. Esta caja utilizaba un diseño de engranaje deslizante sin ningún tipo de sincronización de velocidad, lo que provocaba el rechinamiento frecuente de los dientes del engranaje durante los cambios de marcha.
El diseño de Panhard fue refinado en los años por otros fabricantes para incluir engranajes de "disposición fija" (en lugar de engranajes deslizantes). El primer vehículo con un cambio sincronizado fue un Cadillac de 1928.

## Técnicas de conducción

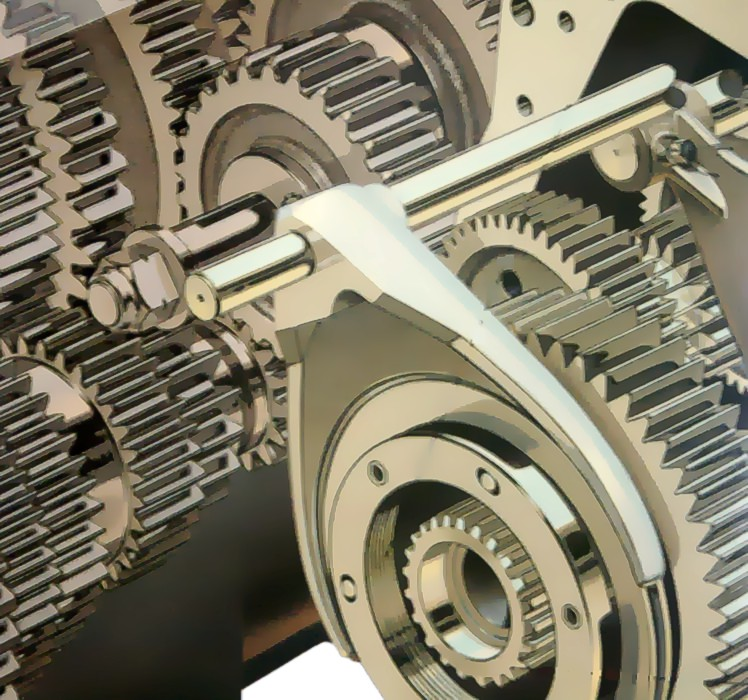
Diagrama de la transmisión de un vehículos comercial, que muestra la horquilla de engranajes, el interior de la caja de cambios y los engranajes

Los conductores capacitados de vehículos con transmisiones no sincronizadas a veces utilizan las técnicas que se enumeran a continuación. Si se realizan incorrectamente, pueden causar daños mecánicos o la pérdida del control del vehículo:
- Doble embrague: soltar el embrague en punto muerto para sincronizar las velocidades de los ejes dentro de la transmisión[7]
- Cambio de marcha flotante: cambiar sin usar el embrague

En camiones grandes y semirremolques, es posible que el conductor tenga que completar 24 o más cambios de marcha al acelerar desde parado a 70 mph (110 km/h).

## Freno de embrague
A diferencia de cualquier otro tipo de transmisión, las transmisiones no sincronizadas a menudo tienen un mecanismo de freno de embrague, que generalmente se activa presionando el pedal del embrague hasta el fondo o presionando un botón en la parte superior de la palanca de cambios. El propósito del freno de embrague es ralentizar (o detener) la rotación del eje de entrada de la transmisión, lo que ayuda a cambiar la transmisión a punto muerto o primera marcha cuando el vehículo está parado. El freno del embrague no solo ralentiza o detiene el eje del engranaje inactivo, sino que también puede evitar el cambio de marcha hasta que se suelta el pedal del embrague a unos centímetros del suelo. Para cambiar a una marcha, el embrague debe estar a la mitad del piso; de lo contrario, el freno del embrague evitará que la transmisión cambie de marcha.

## Comparación de transmisiones
Cualquier transmisión que requiera que el conductor sincronice manualmente la velocidad del motor con la velocidad del eje de transmisión, se dice que es no sincronizada. Las transmisiones no síncronas se utilizan principalmente en semirremolques, grandes máquinas industriales y  power take-off.
Las transmisiones manuales secuenciales, que se utilizan comúnmente en motocicletas, quads y en algunos automóviles, son un tipo de transmisión manual no sincronizada, donde las relaciones de transmisión deben seleccionarse en orden sucesivo, por lo que el acceso directo a una relación de transmisión específica no es posible.
La mayoría de las transmisiones manuales en los vehículos de pasajeros modernos están equipadas con sincronización para igualar las velocidades del eje dentro de la transmisión, por lo que se dice que son transmisiones sincronizadas. Todas las transmisiones automáticas tienen mecanismos de sincronización, y las transmisiones semiautomáticas que utilizan embragues dentados suelen tener mecanismos de sincronización de cono y collar.